# INS Vikrant
INS Vikrant (санскр. विक्रांत «храбрый») — новейший индийский многоцелевой авианосец, предназначенный для замены выведенного из состава флота авианосца «Вираат». Этот корабль флагман западной группы ВМФ Индии. Авианосец сооружён на основе совместного проекта № 71 «Indigenous Aircraft Carrier» (IAC-1), разработанного совместно с российским Невским ПКБ, а также с итальянской AVIO.

## Описание

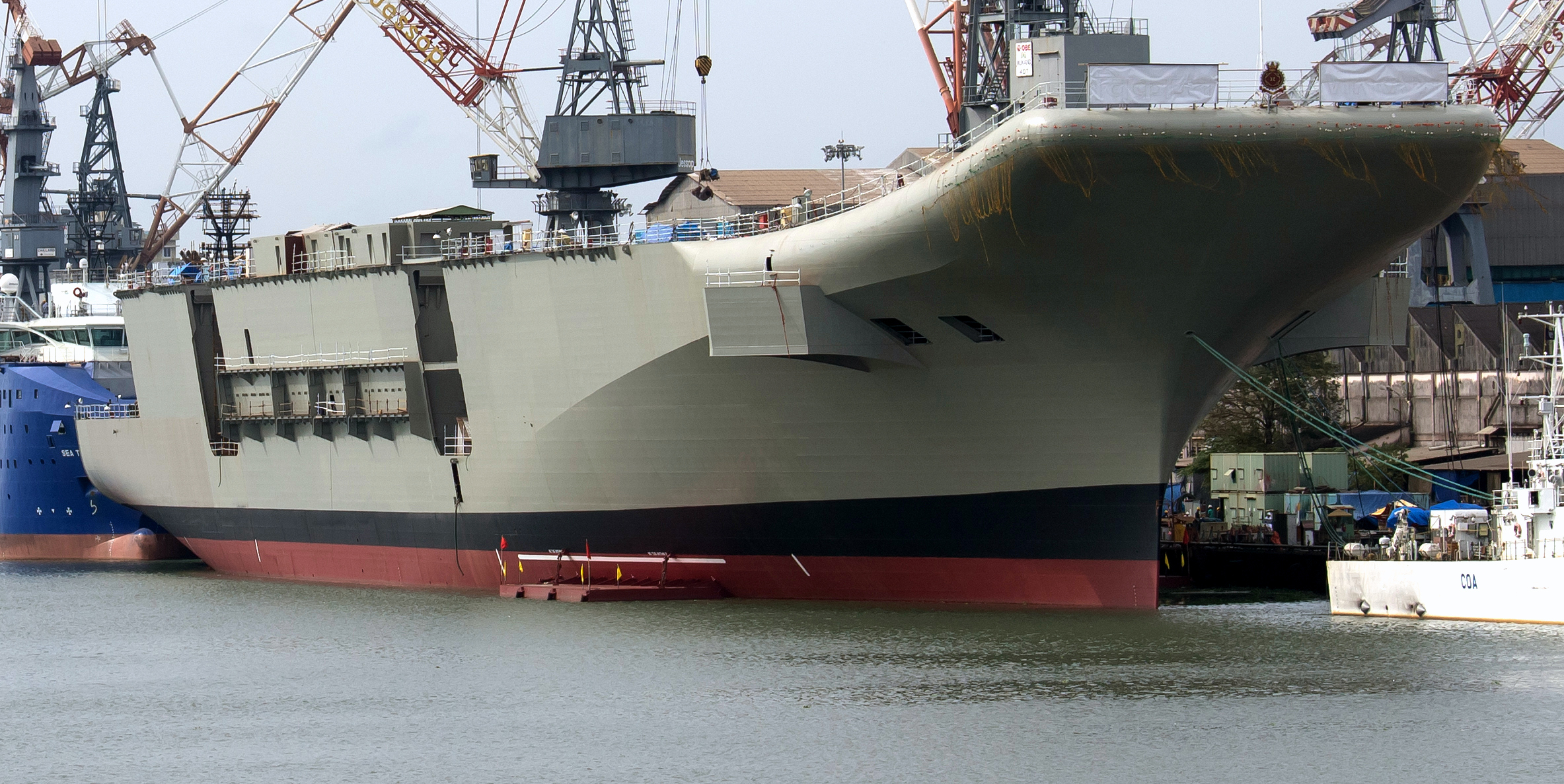
INS Vikrant в 2013 году

Авианосец большинством параметров фактически эквивалентен «Викрамадитье».
При этом, данный корабль изначально создавался как авианесущий, а не крейсер с авиавооружением, поэтому внутреннее пространство более качественно использовано. Аналогично «Викрамадитье», на палубе корабля установлен трамплин, трёх-тросовый аэрофинишер, оптическая система посадки, два подъёмника.
Состав авиагруппы — 26 самолётов Rafale и 10 вертолётов Ка-28, Ка-31, HAL Dhruv и Westland Sea King.
Для базирования авианосца модернизирована инфраструктура на военно-морской базе в городе Карвар.

## Строительство
Разработка корабля началась в 1999 году, заказан был в 2004 году.
28 февраля 2009 года на верфи Кочин Министр обороны Индии А. К. Энтони в торжественной обстановке объявил начало сборки корпуса судна.
В конце 2012 года началась установка двигателей и надстройки.
На момент спуска на воду 12 августа 2013 года, корабль был готов на 75 %.
Вывод из дока произошёл 10 июня 2015 года и в конце 2017 года корабль должен был выйти на испытания.
Однако вторая фаза строительства задержалась и третья (испытания в бухте и установка вооружения) началась только в 2019 году.
15 июня корабль был перемещён в верфь «Эрнакулам» после завершения установки зенитного вооружения.
Первый выход в море произошёл 8 августа 2021 года.
Официально введён в строй 28 июля 2022 года.